# Controllo di legittimità costituzionale
Il controllo di legittimità costituzionale (anche detto sindacato di costituzionalità), in un ordinamento giuridico, è la funzione di verifica della conformità alla costituzione delle leggi (dello Stato o di enti territoriali eventualmente dotati di potere legislativo) e degli altri atti aventi forza di legge.
Tale funzione presuppone un ordinamento giuridico a costituzione rigida, che pone la costituzione su un grado superiore alle leggi nel sistema delle fonti del diritto. Infatti, se la costituzione è flessibile, ossia posta allo stesso livello delle leggi, un atto avente forza di legge in contrasto con essa si limiterebbe ad abrogarne le parti contrastanti, secondo il meccanismo generale della successione delle leggi nel tempo (lex posterior derogat priori: la legge successiva abroga la precedente). Invece, in presenza di una costituzione rigida, la legge (o l'atto avente forza di legge) in contrasto con una norma costituzionale è "invalida" e precisamente affetta da illegittimità costituzionale o incostituzionalità.
Gli ordinamenti giuridici hanno adottato diverse modalità per effettuare il controllo di legittimità costituzionale che, pur nella variabilità delle soluzioni prescelte, si possono ricondurre a due modelli: il sistema "diffuso" e quello "accentrato".

## Storia

### Il judicial review e il caso Marbury contro Madison (USA)
Il controllo di legittimità costituzionale, tramite la pratica detta judicial review, si è affermato per la prima volta in casi storici quali Ware contro Hylton negli Stati Uniti d'America.
Tuttavia, è dal caso Marbury contro Madison in poi che si arriva alla pratica consuetudinaria e accettata. La sentenza emessa dalla Corte suprema degli Stati Uniti nel 1803 costituisce il primo esempio di controllo di legittimità costituzionale, in cui i giudici affermarono non soltanto che il potere giudiziario statunitense avesse il dovere di non applicare le leggi del Congresso se da loro ritenute contrarie alla Costituzione, ma anche che tutti i poteri dello Stato, tra cui anche legislativo ed esecutivo, erano egualmente subordinati alla Costituzione.
L'articolo VI della Costituzione degli Stati Uniti d'America, tra l'altro, impone che i membri del potere legislativo, esecutivo e giudiziario, sia del governo federale sia dei diversi Stati federati, hanno il dovere di difendere la Costituzione.

### La controversia tra Kelsen e Schmitt
A fronte dei profondi cambiamenti conseguenti all'avvento della società di massa dopo la prima guerra mondiale, si verifica una scissione all'interno della dottrina del costituzionalismo ottocentesco. "Sulla scissione di questi due elementi operano Kelsen e Schmitt: il primo facendosi portatore di un'idea di costituzione essenzialmente garante del libero gioco delle parti sociali e politiche, che rifugge da ogni definizione materiale del bene comune e si preoccupa di definire la logica delle regole e la struttura normativa razionale a essa conseguente; il secondo come testimone di un inesausto bisogno di un progetto collettivo comune, che consenta di andare oltre la semplice presa d'atto della differenziazione sociale e politica, per altro sempre più lacerante, ma ne cerchi il superamento nell'unità di un nuovo ordine politico".
La conseguenza di questa contrapposizione filosofica si ha nel 1928, nel corso di un convegno tenutosi a Vienna: la polemica tra i giuristi Hans Kelsen e Carl Schmitt esplode, relativamente al tema della giustizia costituzionale. Entrambi erano d'accordo sulla ricerca di una nuova garanzia delle leggi fondamentali che, dopo la fine della monarchia, erano prive di una figura che avesse l'autorità per tutelarle. Le divergenze tra i due pensatori si verificavano rispetto alle modalità in cui tale giustizia dovesse manifestarsi: Kelsen sosteneva la scelta dell'Austria di creare una Corte di giustizia costituzionale che si occupasse esclusivamente dei ricorsi per incostituzionalità, mentre Schmitt difendeva il modello tedesco di un controllo occasionale da parte dei giudici ordinari, combinato a un controllo sistematico del Presidente eletto direttamente dal popolo.

### Primi casi in Europa
L'Europa, a differenza degli Stati Uniti, prese in considerazione la giustizia costituzionale nei propri ordinamenti solo dopo la prima guerra mondiale, seppur numerosi studiosi, tra cui Kelsen, Jellinek e Schmitt, auspicavano già da tempo questo controllo.
I motivi sono da addurre alla sostanziale sfiducia che, dopo la Rivoluzione francese, ammantava i giudici e nella visione della superiorità del potere legislativo e della legge.
L'Austria e la Cecoslovacchia, nel 1920, si dotarono per la prima volta, ognuna, di una Corte Costituzionale, la prima con membri eletti dal Consiglio Nazionale e dal Consiglio federale, la seconda invece composta da sette giudici, di cui due eletti dalla Corte suprema di Giustizia, due dal Tribunale Amministrativo Supremo e tre nominati dal Presidente della Repubblica fra tre proposte dall'Assemblea nazionale, dalla Dieta della Rutenia subcarpatica e dal Senato.
I due diversi modelli si rifacevano a due diverse proposte, la prima, quella austriaca, si rifaceva a Kelsen, la seconda, quella cecoslovacca, a Jellinek.

## Controllo di costituzionalità diffuso

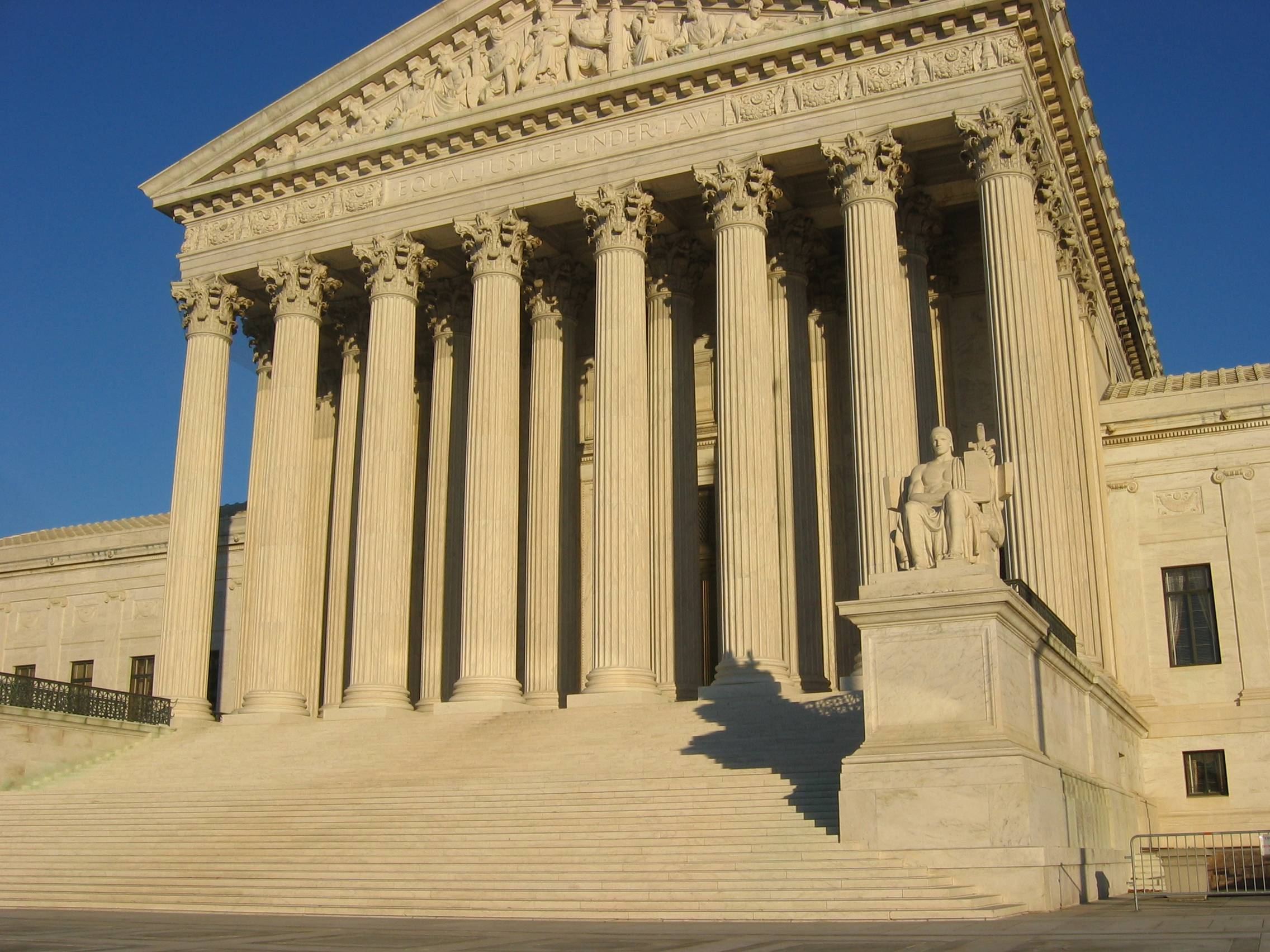
La sede della Corte suprema statunitense a Washington

Nel sistema diffuso, tutti i giudici, allorché debbano applicare una norma di legge per risolvere il caso a loro sottoposto, hanno il potere di verificarne la costituzionalità e, ove ne rilevino il contrasto con la costituzione, disapplicarla. La disapplicazione comporta che la norma incostituzionale viene considerata dal giudice come non esistente (tamquam non esset) ai fini della decisione che deve assumere; tuttavia l'efficacia della disapplicazione è limitata al processo in corso, sicché un diverso giudice, ove ritenesse la stessa norma non contrastante con la costituzione, potrebbe comunque applicarla. Quest'ultimo è, in effetti, il maggior inconveniente del modello diffuso, mitigato però in quegli ordinamenti - tipicamente di common law - ove vige la regola dello stare decisis, secondo la quale le corti inferiori sono vincolate ai precedenti desumibili dalle pronunce delle corti superiori; è evidente, infatti, che qualora la corte suprema ritenesse la disposizione di legge incostituzionale, vincolerebbe tutti gli altri giudici del paese a disapplicarla.
Il controllo di costituzionalità diffuso trova la sua origine negli Stati Uniti, con la celebre sentenza resa dalla Corte suprema federale nel caso Marbury contro Madison, e si è diffuso essenzialmente tra i paesi di common law, anche se il più significativo ordinamento appartenente a questa famiglia, quello inglese, non lo adotta essendo a costituzione flessibile.

## Controllo di costituzionalità accentrato
I sistemi di controllo accentrato presentano caratteristiche più eterogenee, tutte però accomunate dal fatto che il potere di verificare la costituzionalità delle leggi e degli atti aventi forza di legge è sottratto ai giudici (che non possono quindi disapplicarle) e accentrato in un determinato organo. Una prima distinzione, al riguardo, è tra controllo accentrato preventivo e successivo.

### Controllo preventivo
Nel controllo preventivo, la legge (o atto avente forza di legge) è sottoposta a verifica di costituzionalità nell'ambito del procedimento per la sua adozione, quindi prima che sia entrata in vigore. Normalmente il controllo è affidato a un organo di tipo politico, come è il Consiglio costituzionale francese, che rappresenta il prototipo di questo tipo di organi. Il controllo preventivo non è molto diffuso a livello mondiale, riscontrandosi per lo più in ordinamenti dell'area francofona, ex possedimenti francesi che, ottenuta l'indipendenza, hanno adottato il modello desunto dall'ordinamento dello Stato metropolitano. Un controllo preventivo di costituzionalità è anche quello affidato negli Stati comunisti alla stessa assemblea legislativa o a una sua commissione (la quale, però, può anche avere il potere di raccogliere i rilievi di incostituzionalità avanzati contro le leggi dopo la loro entrata in vigore e proporre le conseguenti abrogazioni o modificazioni).
Una forma di controllo preventivo di costituzionalità era previsto anche nell'ordinamento italiano nel caso in cui il giudizio innanzi alla Corte costituzionale fosse proposto con ricorso statale e avesse a oggetto una legge regionale. A seguito della modifica dell'articolo 127 della Costituzione, intervenuta con la legge costituzionale n. 3/2001, il controllo avviene ormai in modo successivo. Nell'ordinamento italiano resta però un'ipotesi di controllo preventivo: a seguito della riforma dell'articolo 123 della Costituzione, intervenuta con legge costituzionale n. 1/1999, è stato infatti introdotto uno speciale giudizio di costituzionalità a iniziativa statale, avente a oggetto gli statuti delle regioni a statuto ordinario e le leggi che li modificano. In verità la disposizione costituzionale si presta a interpretazioni opposte e la dottrina si è divisa tra chi sosteneva il carattere preventivo del ricorso e chi invece lo riteneva successivo. La Corte costituzionale, chiamata a pronunciarsi sul punto, ha ritenuto che il giudizio debba essere inteso come preventivo (sentenza n. 304/2002).

### Controllo successivo

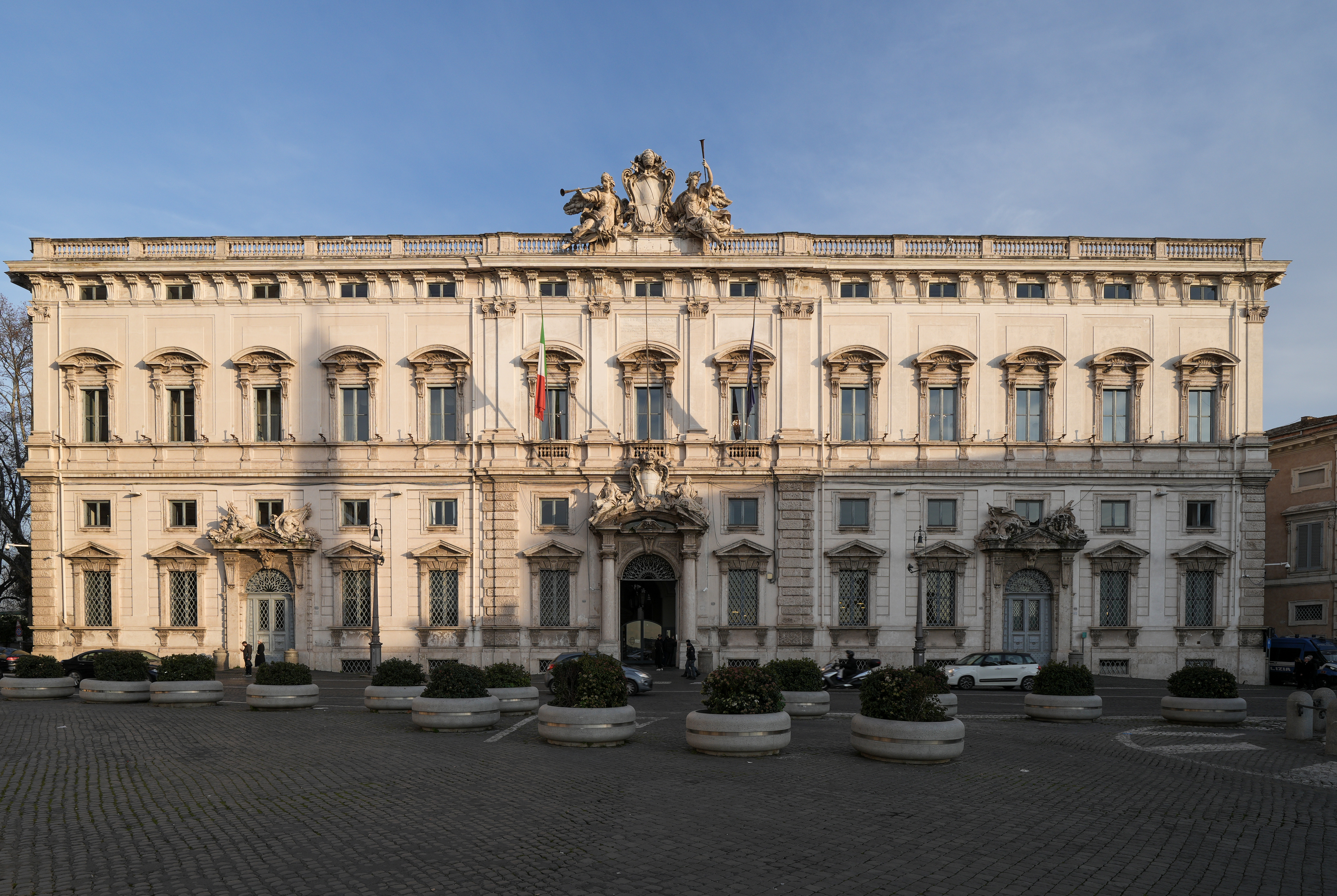
Palazzo della Consulta, sede della Corte Costituzionale italiana a Roma

Molto più frequente del controllo accentrato preventivo è quello successivo, nel quale la legge (o atto avente forza di legge) è sottoposta a verifica di costituzionalità dopo la sua entrata in vigore. Normalmente il controllo è affidato a un organo di tipo giudiziario, che può essere la corte suprema o una sua sezione specializzata (come avviene, ad esempio, in alcuni ordinamenti latinoamericani) oppure un organo giudiziario ad hoc denominato corte costituzionale (o, talvolta, tribunale costituzionale). Questo modello trova la sua origine nella costituzione austriaca del 1920, dove fu inserito accogliendo un suggerimento del celebre giurista Hans Kelsen, ed è stato in seguito imitato da molti altri ordinamenti giuridici, soprattutto del continente europeo, ivi compresa l'attuale Costituzione italiana (laddove il precedente Statuto albertino nulla prevedeva al riguardo, trattandosi di costituzione flessibile). Si parla, al riguardo, di un modello europeo di giustizia costituzionale, che si contrappone al modello statunitense.
Nei sistemi a controllo accentrato successivo, la verifica di costituzionalità può essere attivata in modo "diretto", dando luogo al cosiddetto giudizio di legittimità costituzionale "in via d'azione", oppure "incidentale", dando luogo al cosiddetto giudizio di legittimità costituzionale "in via d'eccezione", anche se, di solito, le costituzioni prevedono la coesistenza delle due modalità. Nel primo caso, il giudizio dinanzi alla corte costituzionale è promosso con un ricorso da parte di un soggetto legittimato, di solito un organo costituzionale o un ente territoriale (così è nel caso italiano, ove le regioni possono ricorrere contro le leggi statali o di altre regioni e il governo può ricorrere contro le leggi regionali), anche se non mancano ordinamenti in cui, pur entro certi limiti, il ricorso è aperto a tutti i cittadini: è il caso della Germania e dell'Austria, nonché del recurso de amparo ('di rifugio'), presente in Spagna e in alcuni ordinamenti latinoamericani.
L'accesso incidentale alla corte costituzionale presuppone invece che sia in corso un processo innanzi a un giudice (il cosiddetto giudice a quo, "da cui" viene messa in moto la questione) e questi, per risolvere il caso concreto, debba applicare una legge (o atto avente forza di legge) che ritiene incostituzionale: il giudice, su richiesta delle parti o d'ufficio, solleva la questione di legittimità costituzionale della legge, sospende il processo e rimette la decisione alla corte costituzionale. Va rilevato che, in questo caso, l'incostituzionalità è condizione necessaria ma non sufficiente affinché la Corte costituzionale possa pronunciarsi; quanto alla rilevanza della questione, essa consiste nell'incidenza della costituzionalità della norma di legge sulla decisione che deve assumere il giudice che l'ha sollevata.
Il giudizio di costituzionalità successivo promosso in modo incidentale ha carattere concreto appunto perché presuppone la necessità di applicare la norma ritenuta incostituzionale a una fattispecie concreta; viceversa il controllo avviato con ricorso diretto, così come quello preventivo, ha carattere astratto.

### Conclusione del controllo accentrato
Il controllo di costituzionalità accentrato, in tutte le sue forme, si conclude di solito con una decisione avente efficacia erga omnes: la norma ritenuta incostituzionale non entra a far parte dell'ordinamento, nel caso di controllo preventivo, o viene eliminata dallo stesso (con una sentenza di annullamento) nel caso del controllo successivo, e non può quindi essere applicata da alcun giudice o altro soggetto. Proprio per questo gli ordinamenti che adottano il controllo accentrato successivo prevedono la pubblicazione delle sentenze di annullamento di leggi o atti aventi forza di legge con modalità analoghe a quelle previste per gli atti annullati (ad esempio, nell'ordinamento italiano, la pubblicazione avviene nella Gazzetta Ufficiale).
La comparazione con le "Corti costituzionali europee – quali ad esempio quelle austriaca, tedesca, spagnola e portoghese – mostra che il contenimento degli effetti retroattivi delle decisioni di illegittimità costituzionale rappresenta una prassi diffusa, anche nei giudizi in via incidentale, indipendentemente dal fatto che la Costituzione o il legislatore abbiano esplicitamente conferito tali poteri al giudice delle leggi".

## Il controllo di costituzionalità nel mondo

### Austria
L'Austria, sotto l'influenza di Kelsen, ha deciso, nella sua Costituzione, all'art. 147, di istituire la Corte di giustizia costituzionale composta di persone scelte dal governo e dal parlamento. La Corte è composta di sei membri effettivi e tre supplenti, proposti dal Governo e nominati dal presidente federale. Devono essere o giudici, o funzionari amministrativi o professori universitari in materie giuridiche, oltre ad aver esercitato, per almeno dieci anni, una professione che richiede il compimento di studi giurisprudenziali. Il Consiglio nazionale, insieme con quello federale, scelgono, rispettivamente, tre membri ciascuno della Corte, con il primo che decide anche due supplenti, mentre il secondo solo uno.
Per accedere alla Corte di giustizia costituzionale sono possibili due vie, una incidentale e una diretta; con la prima, regolata dall'art. 140 della Costituzione, possibile solo su leggi federali o provinciali su richiesta della Corte di giustizia amministrativa, della corte suprema di giustizia, di un qualsiasi tribunale di seconda istanza, mentre la seconda, prevista dall'art. 144, possibile a chiunque ritenga di essere stato danneggiato da una decisione su uno dei diritti che la Costituzione garantisce o nell'applicazione di un regolamento illegittimo, legge incostituzionale o trattato internazionale antigiuridico.

### Belgio
In Belgio è presente una Corte Costituzionale che, fino al 2007, era chiamata Cour d'Arbitrage. Istituita nel 1988, il suo nome derivava dall'essere arbitro dei contrasti tra Stato, comunità e regioni.
Essa è formata da sei membri di lingua francese e sei di lingua fiamminga, nominati dal re per un mandato che dura tutta la vita e, tra questi, uno deve avere conoscenze approfondite legali della Germania.
Dei sei giudici di ciascun gruppo linguistici, tre devono aver avuto esperienza legale, gli altri tre un'esperienza almeno quinquennale come membri del parlamento.
La Costituzione belga riconosce alla Corte Costituzionale il potere di controllo di costituzionalità sulle leggi belghe e delle regioni che la compongono, oltre a giudicare qualsiasi violazione degli atti legislativi che riguardano i diritti e le libertà fondamentali garantiti nella sezione II (articoli da 8 a 32) e dagli articoli 143, § 1 (il principio di lealtà federale), 170 (il principio di legalità in materia fiscale), 172 (il principio di uguaglianza in materia fiscale) e 191 (la protezione dei cittadini stranieri) del testo fondante della nazione.
Il controllo di costituzionalità può essere posto o direttamente o incidentalmente dai giudici ordinari, che promuovono un recours préjudiciel solo se la questione è manifestamente fondata.

### Estonia
L'Estonia, nel suo ordinamento, prevede diversi modi affinché una legge possa essere controllata per la sua costituzionalità.
Oltre a un controllo di costituzionalità diffuso, che permette a ogni giudice il controllo, tra cui anche, in seconda istanza, dalla sezione speciale della Corte suprema, è presente anche la possibilità di un sollevamento preventivo, fatto dal Presidente della Repubblica, prima della promulgazione o dal Õiguskantsler, tradotto come cancelliere di giustizia.
Il cancelliere di giustizia, nominato per sette anni dal Riigikogu su proposta del Capo di Stato, ha il compito di verificare la conformità degli atti normativi del Parlamento, del governo e dei governi locali alla Costituzione e alle leggi.
Nel caso l'atto normativo sia in contrasto, come previsto dall'art. 139 della Costituzione estone, il cancelliere rinvia l'atto all'organo che lo ha emanato che, se entro venti giorni non lo riapprova in conformità alla Costituzione, potrà sollevare la questione di costituzionalità alla Corte suprema, potere dato dall'art. 142 dalla Costituzione, oppure proporre all'attenzione del parlamento un memorandum, con il quale presentare il problema di costituzionalità e suggerire il tempo entro il quale rimuovere la difformità.
Nel caso ciò non accadesse, il cancelliere di giustizia potrà sollevare la questione di costituzionalità alla Corte suprema.

### Finlandia
La Finlandia affida a una commissione parlamentare il controllo della costituzionalità sulle proposte legislative.
La commissione, che si avvale, nell'esercizio del suo controllo, di norma di esperti, gode di ampio prestigio.
Il parlamento, di fronte a una proposta legislativa che la commissione considera incostituzionale, può o rimuovere il vizio oppure far approvare egualmente il progetto di legge in deroga alla Costituzione, ma con la procedura prevista per la revisione della stessa.
Oltre a questo controllo, la Costituzione all'art. 106 ora prevede, con una riforma del 2000, la possibilità di un controllo di costituzionalità diffuso, dove il giudice, se è di fronte a una legge che risulti in contrasto con la Costituzione, dovrà applicare la seconda.

### Francia
In Francia agisce, secondo l'art. 61 della Costituzione, un consiglio costituzionale che opera un controllo preventivo sui disegni di legge organiche e sulle ordinarie, ma queste ultime solo su richiesta del Presidente della Repubblica, del Primo ministro, del Presidente dell'Assemblea Nazionale, del Senato o di sessanta deputati o sessanta senatori.
Il consiglio cominciò ad agire con la Costituzione del 1958, la quale, comunque, riservava un forte valore alle leggi, perché il controllo era solo preventivo e non era possibile alcun controllo successivo, fino alla legge costituzionale n. 2008-724 del 23 luglio 2008 che ha disposto, con il nuovo art. 61-1 della Costituzione, la possibilità che il Consiglio Costituzionale sia investito, in via incidentale, del controllo successivo di una legge, ma solo per un procedimento su istanza di parte su una possibile lesione di una libertà e diritto che la costituzione garantisce; la questione, inoltre, può essere posta al consiglio costituzionale solo dalla Corte di Cassazione o dal Consiglio di Stato.
Questo significa che l'istanza della parte effettuata nelle giurisdizioni inferiori dovrà essere rinviata alla Corte di Cassazione o al Consiglio di Stato, le quali svolgeranno operazione di filtro e decideranno se il rinvio al Consiglio Costituzionale sia necessario oppure no.
Essa è composta da nove membri, di cui tre nominati dal Presidente dell'Assemblea nazionale, tre dal Presidente del Senato e tre dal Presidente della Repubblica.
Le nomine operate dai Presidenti delle due camere devono essere sottoposte al parere delle commissioni parlamentari competenti.

### Giappone
In Giappone non esiste una Corte costituzionale vera e propria e le funzioni di controllo di costituzionalità, su leggi, atti ufficiali, regolamenti e ordinamenti giapponesi, sono affidate alla Corte suprema del Giappone, come previsto dall'art. 81 della Costituzione giapponese.
La Corte suprema del Giappone è formata da un Presidente e da quattordici giudici scelti dal governo e nominati dall'Imperatore, di cui dieci devono essere giuristi.

### Grecia
La costituzione greca, all'art. 100, stabilisce che nel caso vi siano controversie e decisioni contraddittorie del Consiglio di Stato, della Corte di Cassazione o della Corte dei Conti su una specifica legge, la controversia su di essa spetta alla Corte suprema speciale.
Essa è composta dai presidenti della Corte di Cassazione, Corte dei Conti e del Consiglio di Stato, insieme con quattro consiglieri di quest'ultima e quattro della prima, scelti per sorteggio ogni due anni.
A presiedere la Corte suprema speciale vi è il presidente del Consiglio di Stato o della Corte di Cassazione, a seconda di chi abbia più anzianità nel grado.
Durante questi giudizi di costituzionalità, alla ordinaria composizione si aggiungono due professori universitari di materie giuridiche, scelti per sorteggio.
L'art. 96 della costituzione, invece, permette ai giudici ordinari di non applicare una legge, se essa sia contraria alla Costituzione.

### India
All'art. 32 della Costituzione indiana vengono specificate alcune funzioni della Corte suprema indiana che, formata dal Presidente della Corte e 30 giudici, nominati dal Presidente della Repubblica, dopo aver avuto consiglio dalle più alte cariche giudiziarie, ha l'incarico di valutare i ricorsi individuali a tutela dei diritti costituzionalmente garantiti, oltre ai conflitti tra lo Stato centrale e quelli membri della Federazione, come specificato all'art. 131 della Costituzione.

### Irlanda
L'art. 34 della costituzione irlandese prevede che il giudizio di costituzionalità sulle leggi può essere compiuto dalla magistratura ordinaria, ma solo quelle superiori:
l'Alta Corte giudicherà le questioni di costituzionalità di primo grado, mentre la Corte suprema quelle d'appello.
Oltre a questo, la Corte suprema ha il compito di giudicare le leggi prima della promulgazione, che sono inviate dal presidente della Repubblica.

### Italia
Nell'ordinamento giuridico italiano la costituzionalità delle leggi e degli atti aventi forza di legge è oggetto di sindacato giurisdizionale da parte della Corte costituzionale. La Costituzione italiana (art. 134, 1º comma) investe la Corte del compito di giudicare "sulle controversie relative alla legittimità costituzionale delle leggi e degli atti aventi forza di legge, dello Stato e delle Regioni".
Il controllo di legittimità costituzionale della Corte può essere attivato in via principale o in via incidentale.
La Corte costituzionale è composta di quindici giudici nominati per un terzo dal Presidente della Repubblica, per un terzo dal Parlamento in seduta comune (per i primi due scrutini è richiesta la maggioranza dei due terzi, mentre per quelle successive è sufficiente la maggioranza dei tre quinti) e per un terzo dalle supreme magistrature ordinaria ed amministrative.
Nel caso in cui la Corte dichiari l'atto incostituzionale, la sentenza ha efficacia costitutiva e retroagisce fino al momento della entrata in vigore dell'atto, salvo che la Corte ponga un limite temporale alla retroattività della propria pronuncia (per esempio limitando l'efficacia solo pro futuro). Nessun effetto essa ha, invece, sulla posizione giuridica dei parlamentari che approvarono la legge, per i quali vige la totale insindacabilità per i voti espressi.
Gli atti amministrativi governativi, ministeriali e interministeriali sono sottratti al giudizio di costituzionalità delle leggi, ma a esso si può arrivare in via interposta, mediante il controllo che su di essi è esercitato della Corte dei Conti (art. 100.2 della costituzione): in tale sede essa può considerare l'atto necessitato, in virtù della legge che lo autorizza, e pur tuttavia esprimere un dubbio di costituzionalità sulla stessa legge. La Corte dei conti, in tal caso, solleverà la questione innanzi alla Corte costituzionale.

### Paesi Bassi
La Costituzione del 1983 dei Paesi Bassi, anno in cui venne rinnovata completamente, all'art. 120, vieta al giudice la possibilità di giudicare la costituzionalità delle leggi e dei trattati, dando così solo al Parlamento la possibilità di essere controllore delle proprie leggi.
Questo, però, viene in parte limitato dagli articoli 93 e 94, sempre della Costituzione, che danno carattere vincolante agli obblighi internazionali e consentono un limitato controllo da parte dei giudici sulla costituzionalità delle leggi del parlamento nel caso in cui esse rispettano o no la Convenzione europea per la salvaguardia dei diritti dell'uomo e delle libertà fondamentali.

### Russia
La Russia è dotata di una Corte costituzionale, istituita dall'art. 125 della Costituzione della Federazione Russa, composta da diciannove membri, eletti dal Consiglio della Federazione su proposta del Presidente per quindici anni.
I candidati, per essere proposti dal Presidente, devono essere cittadini russi di almeno quarant'anni, una reputazione irreprensibile, avere esperienza professionale in campo giuridico da almeno 15 anni e elevata qualificazione.
In Russia, il giudice ordinario, di fronte a leggi che ritiene incostituzionali, le disapplica direttamente, mentre il giudizio viene sospeso e rimesso alla Corte Costituzionale solo se nutre dei sospetti.
La Corte costituzionale russa, inoltre, su istanza del Presidente della Federazione Russa, del Consiglio della Federazione, della Duma di Stato, di un quinto dei membri del Consiglio della Federazione o dei deputati della Duma di Stato, del Governo della Federazione Russa, della Corte suprema della Federazione Russa, della Corte suprema di arbitrato della Federazione Russa, degli organi del potere legislativo ed esecutivo dei soggetti della Federazione Russa, avvia la questione sulla conformità alla Costituzione della Russia per:
- Leggi federali e atti normativi del Presidente della Federazione Russa, del Consiglio della Federazione, della Duma di Stato e del Governo della Russia;
- Conflitti di competenza tra i soggetti che compongono la Russia e lo Stato Russo;
- I trattati tra Stato e soggetti dello Stato o tra soggetti stessi;
- Trattati internazionali della Russia non entrati ancora in vigore;

Inoltre, su istanza del Presidente della Federazione Russa, del Consiglio della Federazione, della Duma di Stato, del Governo della Federazione Russa, degli organi del potere legislativo dei soggetti della Federazione Russa fornisce l'interpretazione della Costituzione.
Nota: la divisione tra potere esecutivo e magistratura in Russia è pressoché inesistente, tanto che molte organizzazioni internazionali sui diritti umani hanno condannato numerose sentenze imparziali.

### Spagna
L'art. 161 della Costituzione della Spagna prevede che il controllo di costituzionalità sia affidato al Tribunale costituzionale.
Esso è composto da dodici membri, quattro proposti dal Congresso, quattro dal Senato, due dal governo e altri due dal Consiglio generale del potere giudiziario, tutti nominati dal re.
In Spagna è possibile accedere al controllo di costituzionalità attraverso diversi metodi, il cui, il più importante, è l'amparo, utilizzabile da qualsiasi persona fisica o giuridica che invochi la violazione di un interesse legittimo in ambito di principi costituzionali di eguaglianza e di diritti fondamentali, come scritto nella parte II, capitolo II della Costituzione.
Lo strumento dell'amparo è utilizzabile anche dal difensore del popolo e dal pubblico ministero, come prevede l'art. 162, lettera b della Costituzione.
È previsto, inoltre, per alcuni soggetti, la possibilità di presentare appello di costituzionalità, secondo l'art. 161, lettera a.

### Svezia
La Svezia, nella Legge sugli strumenti del governo, che costituisce una delle quattro che fondano la Costituzione, al capitolo XI, articolo 14, vi è affermato che se un tribunale o un altro ente pubblico è davanti a una legge contraria a una superiore o alla Costituzione, essa non deve applicarla, ma, nel caso in cui l'atto legislativo sia stato approvato dal Parlamento o dal governo svedese, la non applicazione può essere fatta solo in caso di vizio manifesto.